# Брезов дед
Брезов дед у народу познат и као турчин (лат. Leccinum scabrum) је јестива врста гљиве из породице вргања (лат. Boletaceae). Ступа у микоризу са брезама (Betula) на благо киселим и сувим теренима. У шумама се може срести од јуна до октобра, честа врста. Широко је распрострањен у северној хемисфери. Појављује се и у Аустралији и на Новом Зеланду, али тамо не расте природно, већ је највероватније интродукован.

## Опис плодног тела
Клобук је у нијансама светле и тамне браон боје, сомотаст пречника до 20 cm. Код млађих примерака је полулоптаст, касније раширен. Цевчице и поре су прво беле боје, касније светлосиве, на додир попримају смеђу боју. Дршка је беле боје са густо распоређеним ситним љуспама тамне боје, витка и понекад вијугава. Величине је 20 x 3 cm. Месо је беле боје, на пресеку не мења боју, евентуално при додиру попримава ружичасте нијансе. При сувом времену мецо је чврсто, код старији примерака сунђерасто. Након кише или по влажном времену јако је воденасто. Месо је без специјалног укуса и мириса.

## Микроскопија
Споре су ушиљене и глатке. Величине 14,5 – 19 x 5 – 6,5µm. Отисак спора је тамне боје. Базидијуми носе 3 и 4 споре. Цистиди постоје. 

## Хемијске реакције
Месо мења боју у плаву када је у контакту са гвожђе(II)сулфатом

## Јестивост
Брезов дед је јестива врста, сматра се веома укусном.

## Галеија
- Leccinum scabrum - дршка
- Leccinum scabrum - поре
- Leccinum scabrum - клобук

## Сличне врсте
Веома је варијабилна врста, али пошто на пресеку не мења боју у зелено или плаво врло лако се разликује од тополовог деда (лат. Leccinum durisculum). Такође се разликују и по станишту, тополов дед расте под тополама, а брезов под брезама.